# Oxypoda lentula
Oxypoda lentula är en skalbaggsart som beskrevs av Wilhelm Ferdinand Erichson 1837. Oxypoda lentula ingår i släktet Oxypoda, och familjen kortvingar. Enligt den finländska rödlistan är arten nära hotad i Finland. Arten är reproducerande i Sverige. Artens livsmiljö är sjö- och älvstränder.